# Theridion resum
Theridion resum är en spindelart som beskrevs av Claude Lévi 1959. Theridion resum ingår i släktet Theridion och familjen klotspindlar.
Artens utbredningsområde är Panama. Inga underarter finns listade i Catalogue of Life.